# 2019-20シーズンのFA WSL
2019-20シーズンのFA WSLシーズン（スポンサーシップの関係でバークレイズFA女子スーパーリーグとも呼ばれる）は、2010年のFA女子スーパーリーグ（WSL）結成以来、9回目の開催となった。イングランド女子サッカーの上位4レベルの再ブランド化後の2シーズン目であり、シーズンを争う12チームは、当初の8チームから着実に増加し、これまでのリーグ史上最大の数となった。数百万ポンドの画期的な投資を経て、新しいバークレイズのタイトルスポンサーの下での最初のものとなる。
2020年3月13日、コロナウイルスのパンデミックに対するFAの対応に伴い、少なくとも2020年4月3日までシーズンを中断することが発表された。さらに延期された後、最終的に2020年5月25日にシーズンを早々に終了した。6月5日にFA理事会がPPG(ゲームごとのポイント、勝ち点ではない)に基づいて順位決定し、マンチェスター・シティより1つ順位を上げたチェルシーが王者に選ばれ、マンチェスター・シティはチャンピオンズリーグ進出権2位の座を獲得、リヴァプールは同じ方法で降格となった。

## 参加チーム
2018-19シーズンのWSL再編後、リーグ加盟資格は前シーズンの成績のみに戻ったが、2018-19シーズンにFA女子選手権で1位、2位になったマンチェスター・ユナイテッドとトッテナム・ホットスパーが共に昇格し、ヨービル・タウンだけが降格したためリーグは11チームから12チームに拡大した。
| チーム                         | ホームタウン                 | 本拠地                             | 収容人数 | 2018–19シーズン  |
| ------------------------------ | ---------------------------- | ---------------------------------- | -------- | ---------------- |
| アーセナル                     | ボアハムウッド               | メドウ・パーク                     | 4,502    | 1位              |
| バーミンガム・シティ           | ソリフル                     | ダムソン・パーク                   | 3,050    | 4位              |
| ブライトン＆ホーヴ・アルビオン | クローリー                   | ブロードフィールド・スタジアム     | 6,134    | 9位              |
| ブリストル・シティ             | フィルトン                   | ストーク・ギフォード・スタジアム   | 1,500    | 6位              |
| チェルシー                     | キングストン・アポン・テムズ | キングスメドウ                     | 4,850    | 3位              |
| エヴァートン                   | リバプール                   | ウォルトン・ホール・パーク         | 2,200    | 10位             |
| リヴァプール                   | バーケンヘッド               | プレントン・パーク                 | 16,587   | 8位              |
| マンチェスター・シティ         | マンチェスター               | アカデミー・スタジアム             | 7,000    | 2位              |
| マンチェスター・ユナイテッド   | リー                         | リー・スポーツ・ビレッジ           | 12,000   | FA女子選手権 1位 |
| レディング                     | ハイ・ウィカム               | アダムス・パーク                   | 9,617    | 5位              |
| トッテナム・ホットスパー       | キャノンズ・パーク           | ザ・ハイブ・スタジアム             | 6,500    | FA女子選手権 2位 |
| ウェストハム・ユナイテッド     | ラムフォード                 | ラッシュ・グリーン練習場スタジアム | 3,000    | 7位              |

1. ↑  対バーミンガム・シティ戦はファルマー・スタジアムに変更。
2. ↑  ブライトン＆ホーブ・アルビオンとの開幕戦はアシュトン・ゲート・スタジアムで開催された。
3. ↑  対トッテナムホットスパー戦はスタンフォード・ブリッジで開催された。
4. ↑  ホーム開幕戦6試合はハイグ・アベニュー（英語版）で行われた。
5. ↑  マージーサイド・ダービーはアンフィールドで開催された。
6. ↑  マンチェスター・ダービーがシティ・オブ・マンチェスター・スタジアムで開催された。
7. ↑  対ブリストル・シティ戦はマデイスキー・スタジアムに変更。
8. ↑  ノース・ロンドン・ダービーがトッテナム・ホットスパー・スタジアムで開催された。
9. ↑  対トッテナムホットスパー戦はロンドン・スタジアムに変更された。

### スタジアムの変更
2019 FIFA女子ワールドカップ期間中の記録的な視聴者数を受け、当初は3つの選抜試合がプレミアリーグのグラウンドに変更されました。マンチェスター・ダービーはシティ・オブ・マンチェスター・スタジアムで、チェルシー対トッテナムはスタンフォード・ブリッジで、ノース・ロンドン・ダービーはトッテナム・ホットスパー・スタジアムで開催された。合計すると、12チームのうち8チームがFA WSLの試合を男子チームのより大きなグラウンドに変更したことになる。ブリストル・シティは開幕戦をアシュトン・ゲートで行うと発表し、レディングはリーグ戦の1試合とリーグカップ3試合すべてをマデイスキー・スタジアムに変更し、ウェストハムはスパーズをロンドン・スタジアムで迎え撃つと発表した。ブライトン＆ホーブ・アルビオンは、男子のインターナショナルブレーク中に開催されるFAの女子サッカーウィークエンドに合わせて、バーミンガムとの試合をファルマー・スタジアムに変更した。その後、リヴァプールは同じ週末に開催されたマージーサイド・ダービーをアンフィールドに変更し、エヴァートンは2月にグディソン・パークで逆の試合を予定していた（結局この試合はシーズン中断、その後中止となり未試合に終わった）。
当初はホーム開幕戦の2試合後、2019年10月にウォルトン・ホール・パークの新スタジアムに永久移転する予定だったが、遅延によりエヴァートンは2020年2月まで移転を延期し、結局ホームリーグ11試合のうち6試合をサウスポートのハイグ・アベニューで行う予定となった。

### スタッフ・キットサプライヤー・スポンサー
2020年2月23日現在
| チーム                         | 監督                                      | キャプテン                           | キットメーカー | シャツスポンサー         |
| ------------------------------ | ----------------------------------------- | ------------------------------------ | -------------- | ------------------------ |
| アーセナル                     | ジョー・モンテムロ                        | キム・リトル                         | アディダス     | フライ・エミレーツ       |
| バーミンガム・シティ           | チャーリー・バクスター (暫定)             | ケリス・ハロップ                     | アディダス     | Maple from Canada        |
| ブライトン＆ホーヴ・アルビオン | ホープ・パウエル                          | ダニエル・ボウマン                   | ナイキ         | アメリカン・エキスプレス |
| ブリストル・シティ             | ターニャ・オクストビー                    | ローレン・ダイクス                   | Bristol Sport  | ヨーバレー               |
| チェルシー                     | エマ・ヘイズ                              | マグダレーナ・エリクソン             | ナイキ         | ヨコハマタイヤ           |
| エヴァートン                   | ウィリー・カーク                          | ダニエル・ターナー                   | アンブロ       | スポーツペサ             |
| リヴァプール                   | ヴィッキー・ジェプソン                    | ソフィー・ブラッドリー＝オークランド | ニューバランス | BetVictor                |
| マンチェスター・シティ         | アラン・マホン (暫定)                     | ステフ・ホートン                     | プーマ         | エティハド航空           |
| マンチェスター・ユナイテッド   | ケイシー・ストーニー                      | ケイティ・ゼレム                     | アディダス     | シボレー                 |
| レディング                     | ケリー・チェンバース                      | ナターシャ・ハーディング             | マクロン       | YLD                      |
| トッテナム・ホットスパー       | カレン・ヒルズ フアン・カルロス・アモロス | ジェナ・スキラッチ                   | ナイキ         | AIA                      |
| ウェストハム・ユナイテッド     | マット・ビアード                          | ギリー・フラハティ                   | アンブロ       | ベットウェイ             |

### 監督交代
| チーム                 | 前監督             | 備考                           | 退任日       | 順位 | 新監督                        | 就任日       |
| ---------------------- | ------------------ | ------------------------------ | ------------ | ---- | ----------------------------- | ------------ |
| マンチェスター・シティ | ニック・クッシング | ニューヨーク・シティFCと契約。 | 2020年2月2日 | 1位  | アラン・マホン (暫定)         | 2020年2月3日 |
| ブリストル・シティ     | マルタ・テヘドール | 相互分離。                     | 2020年3月3日 | 11位 | チャーリー・バクスター (暫定) | 2020年3月3日 |

## スケジュール
2019年9月7日に開幕し、2020年6月5日まで行われる予定であった。

## 結果

### 順位表
| 順 | チーム                         | 試 | 勝 | 分 | 敗 | 得 | 失 | 差  | 点 | 出場権                         |
| -- | ------------------------------ | -- | -- | -- | -- | -- | -- | --- | -- | ------------------------------ |
| 1  | マンチェスター・シティ         | 16 | 13 | 1  | 2  | 39 | 9  | +30 | 40 | チャンピオンズリーグ出場権獲得 |
| 2  | チェルシー (C)                 | 15 | 12 | 3  | 0  | 47 | 11 | +36 | 39 | チャンピオンズリーグ出場権獲得 |
| 3  | アーセナル                     | 15 | 12 | 0  | 3  | 40 | 13 | +27 | 36 |                                |
| 4  | マンチェスター・ユナイテッド   | 14 | 7  | 2  | 5  | 24 | 12 | +12 | 23 |                                |
| 5  | レディング                     | 14 | 6  | 3  | 5  | 21 | 24 | −3  | 21 |                                |
| 6  | トッテナム・ホットスパー       | 15 | 6  | 2  | 7  | 15 | 24 | −9  | 20 |                                |
| 7  | エヴァートン                   | 14 | 6  | 1  | 7  | 21 | 21 | 0   | 19 |                                |
| 8  | ウェストハム・ユナイテッド     | 14 | 5  | 1  | 8  | 19 | 34 | −15 | 16 |                                |
| 9  | ブライトン＆ホーヴ・アルビオン | 16 | 3  | 4  | 9  | 11 | 30 | −19 | 13 |                                |
| 10 | ブリストル・シティ             | 14 | 2  | 3  | 9  | 9  | 38 | −29 | 9  |                                |
| 11 | バーミンガム・シティ           | 13 | 2  | 1  | 10 | 5  | 23 | −18 | 7  |                                |
| 12 | リヴァプール (R)               | 14 | 1  | 3  | 10 | 8  | 20 | −12 | 6  | FA女子選手権へ降格             |

PPG反映後の最終順位
| 順位 | チーム                         | PPG  |
| ---- | ------------------------------ | ---- |
| 1    | チェルシー (C)                 | 2.60 |
| 2    | マンチェスター・シティ         | 2.50 |
| 3    | アーセナル                     | 2.40 |
| 4    | マンチェスター・ユナイテッド   | 1.64 |
| 5    | レディング                     | 1.50 |
| 6    | エヴァートン                   | 1.36 |
| 7    | トッテナム・ホットスパー       | 1.33 |
| 8    | ウェストハム・ユナイテッド     | 1.14 |
| 9    | ブライトン＆ホーヴ・アルビオン | 0.81 |
| 10   | ブリストル・シティ             | 0.64 |
| 11   | バーミンガム・シティ           | 0.54 |
| 12   | リヴァプール (R)               | 0.43 |

### 戦績表
| ホーム / アウェイ              | ARS | BIR | BHA | BRI  | CHE | EVE | LIV | MCI | MNU | REA | TOT | WHU |
| ------------------------------ | --- | --- | --- | ---- | --- | --- | --- | --- | --- | --- | --- | --- |
| アーセナル                     | —   | 2–0 | 4–0 | 11–1 | 1–4 | –   | 1–0 | 1–0 | –   | –   | –   | 2–1 |
| バーミンガム・シティ           | –   | —   | –   | 0–1  | 0–6 | 0–1 | 2–0 | 0–2 | –   | –   | 1–1 | –   |
| ブライトン＆ホーヴ・アルビオン | 0–4 | 3–0 | —   | –    | 1–1 | 1–0 | 1–0 | –   | 1–1 | 2–2 | 0–1 | 1–3 |
| ブリストル・シティ             | –   | 0–2 | 0–0 | —    | 0–4 | –   | 0–1 | 0–5 | –   | –   | 1–2 | –   |
| チェルシー                     | 2–1 | 2–0 | –   | 6–1  | —   | –   | –   | 2–1 | 1–0 | 3–1 | 1–0 | 8–0 |
| エヴァートン                   | 1–3 | –   | 2–0 | 2–0  | –   | —   | –   | 0–1 | 2–3 | 3–1 | 3–1 | –   |
| リヴァプール                   | 2–3 | –   | –   | 1–1  | 1–1 | 0–1 | —   | –   | –   | 0–1 | –   | 1–1 |
| マンチェスター・シティ         | 2–1 | 3–0 | 5–0 | 1–0  | 3–3 | 3–1 | 1–0 | —   | 1–0 | –   | –   | 5–0 |
| マンチェスター・ユナイテッド   | 0–1 | –   | 4–0 | 0–1  | –   | 3–1 | 2–0 | –   | —   | 2–0 | 3–0 | –   |
| レディング                     | 0–3 | 1–0 | –   | 3–3  | –   | 3–2 | –   | 0–2 | 1–1 | —   | 3–1 | 2–0 |
| トッテナム・ホットスパー       | 0–2 | –   | 1–0 | –    | –   | 2–2 | 1–0 | 1–4 | 0–3 | –   | —   | 2–1 |
| ウェストハム・ユナイテッド     | –   | 1–0 | 2–1 | –    | 1–3 | –   | 4–2 | –   | 3–2 | 2–3 | 0–2 | —   |

## シーズン記録

### 得点ランキング
| 順位 | 選手                         | 所属                           | ゴール数 |
| ---- | ---------------------------- | ------------------------------ | -------- |
| 1    | フィフィアネ・ミデマー       | アーセナル                     | 16       |
| 2    | ベサニー・イングランド       | チェルシー                     | 14       |
| 3    | パウリーネ・ブレマー         | マンチェスター・シティ         | 10       |
| 4    | フラン・カービー             | エヴァートン                   | 9        |
| 5    | ローレン・ジェームズ         | マンチェスター・シティ         | 6        |
| 5    | チ・ソヨン                   | チェルシー                     | 6        |
| 5    | エレン・ホワイト             | マンチェスター・シティ         | 6        |
| 8    | ダニエル・ファン・デ・ドンク | アーセナル                     | 5        |
| 8    | レイチェル・ファーネス       | リヴァプール                   | 5        |
| 8    | ローレン・ヘンプ             | マンチェスター・シティ         | 5        |
| 8    | アドリアナ・レオン           | ウェストハム・ユナイテッド     | 5        |
| 8    | キム・リトル                 | アーセナル                     | 5        |
| 8    | ジョーダン・ノップス         | アーセナル                     | 5        |
| 8    | グーロ・レイテン             | チェルシー                     | 5        |
| 8    | エボニー・サーモン           | ブリストル・シティ             | 5        |
| 8    | アイリーン・ウィーラン       | ブライトン＆ホーヴ・アルビオン | 5        |
| 8    | ファラ・ウィリアムズ         | レディング                     | 5        |
| 8    | ケイティ・ゼレム             | マンチェスター・ユナイテッド   | 5        |

### アシストランキング
| 順位 | 選手                         | 所属                         | アシスト数 |
| ---- | ---------------------------- | ---------------------------- | ---------- |
| 1    | フィフィアネ・ミデマー       | アーセナル                   | 8          |
| 2    | ジャニン・ベッキー           | マンチェスター・シティ       | 7          |
| 3    | ファラ・ウィリアムズ         | レディング                   | 6          |
| 3    | グーロ・レイテン             | チェルシー                   | 6          |
| 5    | ヨンナ・アンデション         | チェルシー                   | 5          |
| 6    | ダニエレ・ファン・デ・ドンク | アーセナル                   | 4          |
| 6    | リサ・エバンス               | アーセナル                   | 4          |
| 6    | ローレン・ヘンプ             | マンチェスター・シティ       | 4          |
| 6    | キーラ・ウォルシュ           | マンチェスター・シティ       | 4          |
| 10   | エリン・カスバート           | チェルシー                   | 3          |
| 10   | ベサニー・イングランド       | チェルシー                   | 3          |
| 10   | リア・ガルトン               | マンチェスター・ユナイテッド | 3          |
| 10   | フラン・カービー             | チェルシー                   | 3          |
| 10   | ベス・ミード                 | アーセナル                   | 3          |
| 10   | ジル・スコット               | マンチェスター・シティ       | 3          |
| 10   | ルーシー・スタニフォース     | バーミンガム・シティ         | 3          |
| 10   | エレン・ホワイト             | マンチェスター・シティ       | 3          |

### クリーンシート
| 順位 | 選手                         | 所属                           | クリーンシート数 |
| ---- | ---------------------------- | ------------------------------ | ---------------- |
| 1    | エリー・ローバック           | マンチェスター・シティ         | 10               |
| 2    | マヌエーラ・ツィンスベルガー | アーセナル                     | 6                |
| 3    | メアリー・アープス           | マンチェスター・ユナイテッド   | 5                |
| 4    | アン＝カトリン・ベルガー     | チェルシー                     | 4                |
| 4    | ティンヤ＝リッカ・コルペラ   | エヴァートン                   | 4                |
| 4    | ベッキー・スペンサー         | トッテナム・ホットスパー       | 4                |
| 4    | ミーガン・ウォルシュ         | ブライトン＆ホーヴ・アルビオン | 4                |
| 8    | ソフィー・バガリー           | ブリストル・シティ             | 3                |
| 9    | ハンナ・ハンプトン           | バーミンガム・シティ           | 2                |
| 9    | レイチェル・ローズ           | レディング                     | 2                |
| 9    | ポーリーヌ・ペロー＝マニャン | アーセナル                     | 2                |
| 9    | カーリー・テルフォード       | チェルシー                     | 2                |

### スコア記録
2019年12月1日に行われたアーセナルとブリストル・シティの試合は11-1で終了し、2013年にリバプール・レディースがドンカスター・ローバーズ・ベルズに9-0で勝利したのを上回るWSL新記録のスコアを打ち立てた。

## 表彰

### 月間表彰
| 月   | 月間最優秀監督                            | 月間最優秀監督           | 月間最優秀選手         | 月間最優秀選手               | 参考文献                    |
| 月   | 監督                                      | 所属                     | 選手                   | 所属                         | 参考文献                    |
| ---- | ----------------------------------------- | ------------------------ | ---------------------- | ---------------------------- | --------------------------- |
| 9月  | カレン・ヒルズ フアン・カルロス・アモロス | トッテナム・ホットスパー | クロエ・ケリー         | エヴァートン                 | [ 26 ] [ 27 ] [ 28 ] [ 29 ] |
| 10月 | エマ・ヘイズ                              | チェルシー               | カースティ・ハンソン   | マンチェスター・ユナイテッド | [ 30 ] [ 31 ]               |
| 11月 | ウィリー・カーク                          | エヴァートン             | ミリー・ブライト       | チェルシー                   | [ 32 ] [ 33 ]               |
| 12月 | ジョー・モンテムロ                        | アーセナル               | フィフィアネ・ミデマー | アーセナル                   | [ 34 ] [ 35 ]               |
| 1月  | エマ・ヘイズ                              | チェルシー               | ベサニー・イングランド | チェルシー                   | [ 36 ] [ 37 ]               |
| 2月  | エマ・ヘイズ                              | チェルシー               | ベサニー・イングランド | チェルシー                   | [ 38 ] [ 39 ]               |

### 年間表彰
| 賞                                     | 受賞者                 | 所属                   |
| -------------------------------------- | ---------------------- | ---------------------- |
| バークレイズ FA WSL シーズン最優秀選手 | ベサニー・イングランド | チェルシー             |
| バークレイズ FA WSL シーズン最優秀監督 | エマ・ヘイズ           | チェルシー             |
| PFA年間最優秀選手賞                    | ベサニー・イングランド | チェルシー             |
| PFA年間最優秀若手選手                  | ローレン・ヘンプ       | マンチェスター・シティ |
| FWA年間最優秀サッカー選手              | フィフィアネ・ミデマー | アーセナル             |

| PFA年間ベストイレブン | PFA年間ベストイレブン                           | PFA年間ベストイレブン                           | PFA年間ベストイレブン                           | PFA年間ベストイレブン                           | PFA年間ベストイレブン                 | PFA年間ベストイレブン                 | PFA年間ベストイレブン                 | PFA年間ベストイレブン                 | PFA年間ベストイレブン                   | PFA年間ベストイレブン                   | PFA年間ベストイレブン                   | PFA年間ベストイレブン                   |
| --------------------- | ----------------------------------------------- | ----------------------------------------------- | ----------------------------------------------- | ----------------------------------------------- | ------------------------------------- | ------------------------------------- | ------------------------------------- | ------------------------------------- | --------------------------------------- | --------------------------------------- | --------------------------------------- | --------------------------------------- |
| ゴールキーパー        | アン＝カトリン・ベルガー (チェルシー)           | アン＝カトリン・ベルガー (チェルシー)           | アン＝カトリン・ベルガー (チェルシー)           | アン＝カトリン・ベルガー (チェルシー)           | アン＝カトリン・ベルガー (チェルシー) | アン＝カトリン・ベルガー (チェルシー) | アン＝カトリン・ベルガー (チェルシー) | アン＝カトリン・ベルガー (チェルシー) | アン＝カトリン・ベルガー (チェルシー)   | アン＝カトリン・ベルガー (チェルシー)   | アン＝カトリン・ベルガー (チェルシー)   | アン＝カトリン・ベルガー (チェルシー)   |
| ディフェンダー        | マーレン・ミェルデ (チェルシー)                 | マーレン・ミェルデ (チェルシー)                 | マーレン・ミェルデ (チェルシー)                 | リア・ウィリアムソン (アーセナル)               | リア・ウィリアムソン (アーセナル)     | リア・ウィリアムソン (アーセナル)     | ミリー・ブライト （チェルシー）       | ミリー・ブライト （チェルシー）       | ミリー・ブライト （チェルシー）         | マグダレーナ・エリクソン (チェルシー)   | マグダレーナ・エリクソン (チェルシー)   | マグダレーナ・エリクソン (チェルシー)   |
| ミッドフィールダー    | キャロライン・ウィアー (マンチェスター・シティ) | キャロライン・ウィアー (マンチェスター・シティ) | キャロライン・ウィアー (マンチェスター・シティ) | キャロライン・ウィアー (マンチェスター・シティ) | キム・リトル (アーセナル)             | キム・リトル (アーセナル)             | キム・リトル (アーセナル)             | キム・リトル (アーセナル)             | チ・ソヨン (チェルシー)                 | チ・ソヨン (チェルシー)                 | チ・ソヨン (チェルシー)                 | チ・ソヨン (チェルシー)                 |
| フォワード            | ベサニー・イングランド (チェルシー)             | ベサニー・イングランド (チェルシー)             | ベサニー・イングランド (チェルシー)             | ベサニー・イングランド (チェルシー)             | フィフィアネ・ミデマー (アーセナル)   | フィフィアネ・ミデマー (アーセナル)   | フィフィアネ・ミデマー (アーセナル)   | フィフィアネ・ミデマー (アーセナル)   | クロエ・ケリー (マンチェスター・シティ) | クロエ・ケリー (マンチェスター・シティ) | クロエ・ケリー (マンチェスター・シティ) | クロエ・ケリー (マンチェスター・シティ) |

## 賞金
バークレイズのスポンサー契約に伴い、FA WSLの賞金基金が初めて導入され、総額50万ポンドが用意された。優勝チームは10万ポンド、最下位チームは6,000ポンドの賞金が授与された。
| 最終順位 | 賞金     |
| -------- | -------- |
| 1位      | £100,000 |
| 2位      | £67,000  |
| 3位      | £60,000  |
| 4位      | £55,000  |
| 5位      | £49,000  |
| 6位      | £43,000  |
| 7位      | £36,000  |
| 8位      | £30,000  |
| 9位      | £24,000  |
| 10位     | £18,000  |
| 11位     | £12,000  |
| 12位     | £6,000   |